# Kirintöjärvi
Kirintöjärvi är en sjö i Finland. Den ligger i kommunen Posio i landskapet Lappland, i den norra delen av landet, 700 km norr om huvudstaden Helsingfors. Kirintöjärvi ligger 275,2 meter över havet. Den är 28 meter djup. Arean är 3,15 kvadratkilometer och strandlinjen är 13,92 kilometer lång. Sjön  ingår i Koundaälvens huvudavrinningsområde. 